# Manano oligosacáridos
Los manano-oligosacáridos (MOS) son un tipo de glúcidos derivados de la pared de la célula de la levadura Saccharomyces cerevisiae. Estos oligosacáridos contienen manano, un azúcar reconocido por ciertas bacterias, incluyendo muchas variedades de Escherichia coli y Salmonella.
Existen varias formas de MOS, pero todas están compuestas por un azúcar manosa y enlaces glucosídicos de los siguientes tipos: alfa-1,6-glucósido, alfa-1,2-glucósido, alfa-1,3-glucósido o beta-1,3-glucósido.

## Aplicaciones
Las enfermedades gastrointestinales son un problema de salud pública mundial pese a los avances médicos. En el contexto ganadero, las enfermedades infecciosas se cobran la vida de muchos animales, especialmente en los primeros períodos del crecimiento, lo cual provoca pérdidas económicas importantes. La aplicación de los antibióticos permite controlar las infecciones causantes de estas enfermedades, pero su abuso provoca un incremento de la resistencia bacteriana, con un posible traspaso de esta resistencia a patógenos humanos. Ante esta situación, se prohibió el uso de algunos antibióticos usados en animales y, por ello, se ha comenzado una búsqueda de alternativas naturales que puedan sustituirlos para tratar de disminuir su explotación. Una de las vías de investigación son los oligosacáridos prebióticos.
En animales jóvenes y sanos, disminuyen la incidencia de infecciones gastrointestinales, sin embargo, en individuos con una microbiota intestinal ya modificada, avanzados en edad, con problemas crónicos de inflamación intestinal o con diarreas asociadas a la toma de antibióticos, los resultados no son concluyentes. En definitiva, los oligosacáridos prebióticos no eliminan la infección, sino que la previenen, con su ingestión en la dieta cotidiana, siendo esta una forma económica y efectiva de mantener la salud digestiva del ganado.
Un ejemplo de estos oligosacáridos prebióticos son los MOS, que intervienen de diversas maneras en la salud del intestino. Actúan evitando las temidas diarreas neonatales y mejorando el sistema inmune y el tránsito intestinal del ganado. De este modo, se logra también un mayor crecimiento, así como un aumento de la longevidad.

### Evita la diarrea
Para numerosas cepas bacterianas, el proceso infeccioso en el intestino comienza con la adhesión de las bacterias patógenas a las manosas ubicadas en el exterior de la membrana citoplasmática de las células epiteliales de la pared. Un ejemplo de este tipo de adhesión es el de la fimbria tipo 1 manosa-sensitiva, la cual se encuentra en numerosas cepas de Escherichia coli y Salmonella. Los MOS evitan esta adhesión, compitiendo con las manosas extracelulares de las células epiteliales por unirse a las lectinas de la bacteria. De esta manera, el microorganismo se une mayoritariamente a MOS libres en el intestino, evitándose así la colonización del tracto digestivo por patógenos, causantes de la diarrea, los cuales se excretan. 

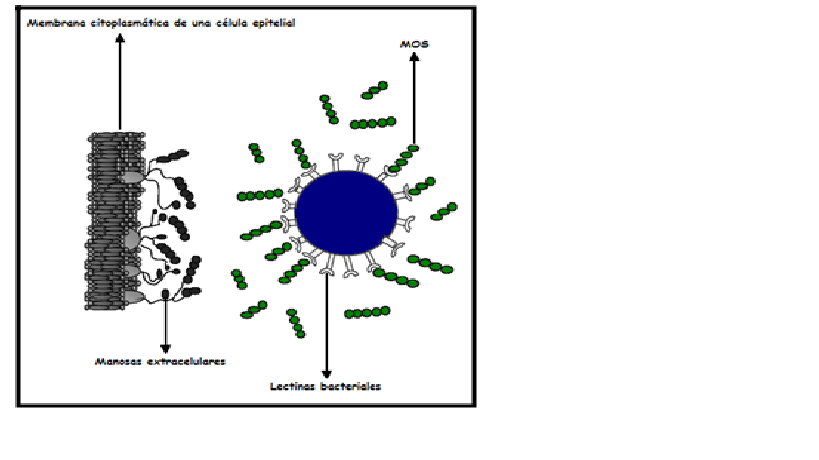
Acción de los MOS en el intestino

### Influencia inmunológica
Se ha demostrado que los MOS son capaces de modular el sistema inmune reduciendo la incidencia de enfermedades respiratorias y otras infecciones que se acentúan en períodos de estrés ambiental. Esto ocurre debido a que alrededor de las tres cuartas partes de todas las células inmunológicas en el cuerpo del animal están localizadas dentro del intestino como parte del tejido linfoide, el lugar de acción de los MOS. Se sabe también que son capaces de proporcionar protección inmunológica específica e inespecífica.

#### Específica
Las IgA de la mucosa, una parte importante de la respuesta inmunológica específica, protegen al ganado previniendo la adherencia de las bacterias o las toxinas a las células epiteliales del intestino, que de otro modo serían dañadas. En este caso, los MOS actúan estimulando la producción de las IgA y produciendo un aumento en su concentración.
Aunque no se sabe con exactitud cómo actúan los MOS en este contexto, se supone que las células M toman pequeñas porciones de dichos oligosacáridos y las transportan a las placas de Peyer para que puedan actuar como auxiliares en el estímulo de la producción de las IgA.

#### Inespecífica
El sistema inmunológico no específico, especialmente el de los macrófagos, es muy importante en la etapa temprana de la lucha contra las bacterias invasoras. Los productos de la pared celular de microbios extraños estimula la actividad fagocítica.
Los MOS intervienen en este tipo de inmunidad, pues interaccionan con los macrófagos y estimulan su producción. Este hecho aumenta la velocidad y efectividad de la acción inmune inespecífica.

### Mejora la microbiota intestinal
Dado que la microbiota intestinal está íntimamente ligada con el correcto funcionamiento del intestino, una alternativa a los antibióticos para prevenir enfermedades gastrointestinales es la modulación de esta microbiota. Los MOS son un medio para modificarla, estimulando el crecimiento de estas bacterias benignas y aumentando la resistencia a la infección por patógenos.
Además, en estudios como el publicado por la Escuela de Ciencias Biológicas de la Universidad de Plymouth (Devon, Reino Unido), se demuestra que los MOS mejoran la integridad de la mucosa intestinal, produciendo un aumento en la relación del largo de las vellosidades con la profundidad de las criptas. Esto implica un aumento de la superficie de absorción intestinal, que es una consecuencia de la proliferación de la microbiota, no de una acción directa de los MOS sobre la mucosa.
Dado que la absorción intestinal del animal mejora, también mejora su crecimiento, incrementando su peso.